# Její pastorkyňa (román)
Její pastorkyňa je román české spisovatelky Gabriely Preissové napsaný v roce 1930. Z jejích čtyř románů se je první v pořadí. Námět vychází ze stejnojmenného dramatu z roku 1890, jehož zkrácením Leoš Janáček vytvořil libreto ke své opeře, kterou napsal v letech 1893–1903 a nazval ji rovněž Její pastorkyňa. V zahraničí bývá uváděna pod názvem Jenůfa. Úspěch této opery mohl později dopomoci ke vzniku románu.
Je známo, že Preissová nejprve roku 1887 napsala povídku s tímto námětem, kterou pak na popud dramatika a tehdejšího ředitele Národního divadla, Františka Adolfa Šuberta rozšířila na drama Její pastorkyňa, které Národní divadlo uvedlo roku 1890.
Hlavní příčinou přepracování dramatu a jeho rozšíření do podoby románu byla předchozí kritika dramatu. Preissová se románem z roku 1930 snažila po letech očistit Její pastorkyňu od nařčení z hanobení slováckého lidu, od napodobení Tolstého Vlády tmy a Strindbergových spisů. Kritické odsouzení Její pastorkyně bylo v tvorbě Preissové zlomem, jak dosvědila dopisem Janu Bartošovi z roku 1933: „Neznala jsem tehdy ,Vlasť tmyʼ ani Strindbergovy spisy, to Vám opakuji při svém spasení. Až mne jednou nebude, zmiňte se o tom, považovala jsem to za křivdu, jako by se mi nějaký kousek síly vlastní ubíral.“

## Děj
Jádrem syžetu románu Její pastorkyňa je děj původního dramatu. Je rozšířen o historii hlavních postav, jež předchází vlastnímu ději dramatu. Tato prehistorie vypravuje o otci Petrony (posléze Kostelničky), hodném, ale zásadovém chalupníkovi šlechtického původu, o lehkomyslném synovi ze mlýna Tómovi Buryjovi, do kterého se Petrona zamiluje (odtud posléze jméno Buryjovka). Petrona je přesvědčena, že Tómu může svou oddaností a trpělivostí napravit. Tóma se však její lásce zpronevěří už za svobodna. Petrona jej přesto přijme jako vdovce i s dcerou Jenůfou. Tóma se ale nepolepší, zradí Petroninu důvěru a prohýří její jmění. Petrona zápasí s těžkým osudem, nechce dopustit poskvrnění rodové cti a vloží veškerou energii do výchovy své pastorkyně Jenůfy. Rozhodne se nevlastní dceru vychovat co nejdokonaleji, aby ji nepotkaly kruté zkušenosti, které si musela prožít sama.
Druhá část románu se již shoduje s příběhem původního dramatu. Jenůfa se zamiluje do morálně slabého Števy, který zradí její lásku. Stihne ji tedy podobný osud jako Petronu (nyní již Kostelničku). Preissová převzala dialogy téměř doslova z dramatu, přidává však popis toho, co by se v dramatu objevilo na scéně.
Také následuje krátký epilog, v němž se dozvídáme, jak Laca a Jenůfa odvádějí Kostelničku na svůj pronajatý mlýn potom, co si odpykala dvouletý trest za vraždu dítěte. Spolu začnou nový život v míru. Všechna vina je odpuštěna, ale smrt stihne Kostelničku dřív, než může v náručí pochovat novorozené dítě Laci a Jenůfy.

## Význam románu
Hlavní význam románu Její pastorkyňa tkví v dopracování postav. V první polovině knihy Preissová popisuje historii postav, které zná čtenář z dramatu, a pomáhá tak lépe pochopit motivy jejich jednání. Vyzdvihuje osudovou spojitost Kostelničky a Jenůfy. Příběhem Petronina otce jako hraběcího levobočka osvětluje původ rodu Slomků. Preissová se v románu ještě více zaměřuje na osudy tří protagonistů (Kostelničky, Jenůfy a Laci). Dokreslením charakteru se Kostelnička stává hlavní postavou románu. Dílo tedy zachycuje osud ženy, která své mravní hodnoty staví nade vše. Ačkoli je schopna obětovat pro Jenůfu mnoho, není s to, obětovat svoji hrdost. Obraz vytvořený na veřejnosti je pro ni přednější než dcera, byť nevlastní. Preissová také v románu více zdůrazňuje hluboké mravní cítění Kostelničky, čímž zmírňuje, v podstatě trochu omlouvá, hrůzný čin, který spáchá.

## Divadelní hra
Navzdory epickému rozšíření  a zdokonalení románu se v repertoáru českých divadel opakovaně objevuje původní drama. 
- Premiéru hry uvedlo Národní divadlo roku 1890, roli Kostelničky hrála Otýlie Beníšková a Jenůfu Hana Benoniová.
- Podruhé se Národní divadlo k inscenaci vrátilo v letech 1997-1999 na prknech Stavovského divadla, v úpravě a režii Jana Antonína Pitínského, jako zájezdové představení ji hrálo také Městské divadlo Zlín).[3]
- Zatím poslední verzi inscenace uvádělo Divadlo Na Vinohradech v letech 2016-2019, s Dagmar Havlovou v hlavní roli Kostelničky a v režii Martina Františáka.[4]